# Римша, Фёдор Михайлович
Фёдор Миха́йлович Римша (1891, Москва, Российская империя — 1942, Ленинград) — российский футболист, игравший на позиции защитника, участник   Олимпийских игр 1912 года. Погиб в блокадном Ленинграде в 1942 году.

## Биография
Фёдор фон Римша – сын Михаила Иеронима (Гергардовича) Римшы и Александры-Генриетты-Эмилии фон Берг. Дед Фёдора – Иероним (Гергард) фон Римша был учредителем и владельцем Торгового дома «Римша Г.» в Москве, который занимался продажей выделанной кожи, элитных сортов кофе, консервированных продуктов, принадлежностей для кондитерской промышленности и т. д. Федор был шестым ребенком в семье. Кроме него было еще три сестры (Мария, Шура и Вера) и два брата – Михаил Вильгельм и Пауль Фридрих. 
Выступал за московские клубы «Сокольнический клуб спорта», МКЛ, «Унион», «Царицыно». В составе СКС стал вице-чемпионом Москвы 1910 года. А. В. Савин называет его одним из лучших игроков в истории московского «Униона».
В сборной России Римша дебютировал 1 июля 1912 года на Олимпийских играх, в матче, в котором россияне сокрушительно проиграли сборной Германии 0:16.
Всего за национальную команду провёл 4 игры.
Умер в Ленинграде во время блокады.

## Статистика

### Как игрок
| Матчи Римши за сборную России | Матчи Римши за сборную России | Матчи Римши за сборную России  | Матчи Римши за сборную России | Матчи Римши за сборную России | Матчи Римши за сборную России | Матчи Римши за сборную России                              |
| №                             | Дата                          | Место                          | Оппонент                      | Счёт                          | Голы                          | Соревнование                                               |
| ----------------------------- | ----------------------------- | ------------------------------ | ----------------------------- | ----------------------------- | ----------------------------- | ---------------------------------------------------------- |
| 1                             | 1 июля 1912                   | Сольна, пригород Стокгольма    | Германия                      | 0:16                          | -                             | Летние Олимпийские игры 1912. Утешительный турнир          |
| 2                             | 3 июля 1912                   | Транеберг, пригород Стокгольма | Норвегия                      | 1:2                           | -                             | Товарищеский матч                                          |
| 3                             | 12 июля 1912                  | Москва                         | Венгрия                       | 0:9                           | -                             | Товарищеский матч (как сборная Московской футбольной лиги) |
| 4                             | 14 июля 1912                  | Москва                         | Венгрия                       | 0:12                          | -                             | Товарищеский матч                                          |